# 김동현 (1995년)
김동현(金洞現, 1995년 10월 21일~)은 대한민국의 축구 선수로, 포지션은 공격수이다.

## 축구인 경력

### 청소년기
김동현은 광운중학교, 광운공업고등학교를 거쳐 광운대학교 축구부에 입단하였다. 김동현은 뛰어난 득점력을 바탕으로 광운대 축구부 주전 공격수로 발돋움하였고, 헤더 경합과 뒷공간 활용, 그리고 수비가담에서 장점을 보였다.

### 부천 FC 1995
2017년 12월 21일 대한민국 K리그2의 부천 FC 1995에 신인 선수로 입단하였음이 발표되었다.